# Bitte laßt die Blumen leben
Bitte laßt die Blumen leben ist ein deutscher Spielfilm von 1986 nach dem gleichnamigen Roman von Johannes Mario Simmel. Unter der Regie des Italieners Duccio Tessari spielte Klausjürgen Wussow die Hauptrolle.

## Handlung
Der Pariser Staranwalt Charles Duhamel ist ebenso angesehen wie erfolgreich, aber auch mit ziemlich wenigen Skrupeln behaftet. Zu allem Unglück ist er auch noch mit der abgehalfterten Ex-Schauspielerin Yvonne verheiratet, einer zänkischen, verlebten Frau, deren bester Freund aus Lebensfrust heraus die gut gefüllte Flasche Alkohol geworden ist. Als ihn eine Dienstreise nach Wien verschlägt, überlebt er auf dem dortigen Flughafen Schwechat nur knapp ein Flugzeugunglück. Die Maschine bricht am Boden auseinander und fängt Feuer. Viele der Insassen an Bord kommen dabei ums Leben. Duhamel sieht in dieser Katastrophe rasch die Chance, ein neues, ein anderes und vor allem ein besseres Leben zu beginnen: fort von seiner zänkischen Alten, den eingetretenen Pfaden in Paris und dem Hamsterrad seines anstrengenden Berufs. Geld genug hat er, sein Bankkonto in der Schweiz ist prall gefüllt. Von dem erfahrenen Passfälscher Eisenbeiss lässt sich Charles Duhamel erst einmal neue Papiere anfertigen.
Aus dem Franzosen Charles Duhamel wird nun der Deutsche Peter Kent. Sein Weg führt ihn von Wien nach Hamburg. Dort lernt er die liebenswürdige Buchhändlerin Andrea Rosner kennen, eine junge Frau, die in ihrer Bescheidenheit und Geradlinigkeit und Sanftmut das ganze Gegenteil seiner verbitterten, zänkischen Ehefrau ist. Andrea, ein wahrhaft engelsgleiches Wesen, das in ihrem Geschäft gern mal bedürftigen Migrantenkindern aus Büchern vorliest, verspricht eine neue Liebe, ein neues Glück in Duhamels bislang empathiearmen Leben. In der Hansestadt blickt Duhamel / Kent aber auch recht bald in einen einzigen menschlichen Abgrund, in einen gesellschaftlichen Strudel von „Mord und Millionen, … Sanierungsgangster und Türkenkinder, Menschenfreunde und Erpresser“. Doch auch seine bescheidene, neue Freundin Andrea, deren Buchgeschäft ihr alles bedeutet, plagen zwei schwere Probleme. Ein fieser Bauspekulant mit Zuhälter-Vergangenheit hat es auf den Laden abgesehen und macht ihr die Hölle heiß. Lediglich in dem alten Opa Langenau hat sie im Kampf gegen diesen skrupellosen Herrn Reining Unterstützung gefunden. Und Andreas schnuckelige, kleine, kulleräugige Tochter Patty ist seit einem Unfall, der ihre Beine schwer verletzte, körperbehindert und stakst seitdem mit einer sperrigen Beinschiene durchs Leben.
Der vom Saulus zum Paulus gewandelte Duhamel verspricht zu helfen, wo er nur kann. In seiner neuen Existenz als Peter Kent und mit Andrea an seiner Seite, die ihm von Herzen gut tut, hat er nämlich in Windeseile eine veritable Katharsis durchgemacht. Mit seinem Geld erwirbt er zunächst das Buchgeschäft, um Andreas Existenz abzusichern und verspricht, die dringend erforderliche und einzig helfende Operation von Pattys Beinen in Boston zu ermöglichen. Doch ganz so einfach laufen die Dinge nicht ab, wie gewünscht. Der Bauspekulant macht weiterhin Ärger, und zu allem Überfluss taucht auch noch ein alter „Freund“ aus Pariser Tagen bei Duhamel auf: Es ist der einstige Geschäftspartner Jean Balmont, der Duhamels neue Existenz ermittelt hat und nun Charles massiv unter Druck setzt. Um dem Erpresser das Wasser abzugraben und einen Schlussstrich unter seine Vergangenheit zu setzen, um mit Andrea und Patty eine neue Existenz aufzubauen, beschließt Duhamel, nach Paris zurückzukehren und dort reinen Tisch zu machen. 
Bei einem Handgemenge mit dem bewaffneten Balmont löst sich jedoch ein Schuss, der den einstigen Freund tötet. Nun gerät Charles unter Mordverdacht, denn für seine Version hat er keine Zeugen. Yvonne hingegen hat in der Zwischenzeit erstens wieder Boden unter den Füßen und zweitens eine neue Rolle als Schauspielerin bekommen. Sie hat sich gefangen und gibt Charles frei. Dieser eilt, entlastet und aller Sorgen entledigt, zu seiner Hamburger Freundin zurück. Das Glück scheint perfekt, da überfahren Reinings Spekulations-Gangster die verkaufsunwillige Andrea, die dabei ihr Leben verliert. Nun bleibt dem untröstlichen Charles alias Peter nur noch die kleine Patty, die nach einer Operation geheilt aus den USA heimkehrt und dem untröstlichen Quasi-Witwer in der verwaisten Buchhandlung beinschienenfrei ein Lächeln ins gramgebeugte Gesicht zaubert.

## Produktionsnotizen
Bitte laßt die Blumen leben entstand zwischen dem 7. April und dem 27. Juni 1986 in Hamburg, Wien, Paris, München und Umgebung. Die Uraufführung erfolgte am 25. September 1986. Die deutsche Fernseherstausstrahlung erfolgte am 27. Mai 1989 in der ARD.
Die Filmbauten entwarf Peter Rothe, für die pyrotechnischen Spezialeffekte sorgte Karl Baumgartner.
Die Kritik verriss den Film einhellig (siehe unten) und bemängelte über das rein Handwerkliche und Inhaltliche hinaus die fortgesetzte Schleichwerbung (u. a. für die Zigarettenmarke „Lord extra“ und den Champagnerhersteller Moët).

## Kritiken
„Auch im Hain der schönen Künste gibt es den Super-GAU. Jetzt können wir sagen wir sind dabeigewesen. (…) Das Werk wirkt aus eigener Kraft als die Havarie des Jahres. (…) Vom Regisseur des Ganzen, dem Italiener Duccio Tessari, wird berichtet daß er beim Drehen stets eine rote Nelke im Knopfloch trug. Das ist die gute Nachricht. Die schlechte: Davon ist im Film nichts zu sehen. Luschig und lelouchig, boutiquenhaft und kindisch-heroisch schleppt sich das Ding dahin; der Komponist Frank Duval, die Zuckerrübe, preßt sich aus und begießt die Misere: angesehene Schauspieler stehen Schmiere. "Wehret den Anfängern" heißt eigentlich die Devise der Altbranche. Tessari ist 60.“

„Dieser Film ist, um es mit einem konjunkturbegünstigten Wort zu sagen, reichlich peinlich. Leider ist es eine dumpfe und mutlose, keine schrille Peinlichkeit, die dem Film wenigstens einen Platz unter den Anwärtern auf einen Golden Turkey sichern würde. Wie kam sie zustande? Als erstes ist bereits die literarische Vorlage peinlich. Nicht gemessen an irgendeiner Kunst des Erzählens, sondern am mehr oder minder soliden Handwerk einerseits und dem kulturellen Klima andererseits. (…) Zur Verfilmung dieses hinter dem Zeitgeist zurückgebliebenen Romans hat man sich aus Italien Duccio Tessari geholt. Der kann gar nicht ahnen, wie peinlich Simmels Roman den Deutschen eigentlich schon sein muß. Er nahm das ganze beim Wort, statt irgendwo gegenzusteuern, und zerlegte den Simmel-Kosmos in drei Erzählformen, die er kennt: einen durchschnittlichen „giallo“ …, ein Sozialmärchen (ein Hamburger Buchladen, der aussieht wie aus einem RAI-Kinderprogramm, in dem seltsamerweise einmal kein sprechender Hund vorkommt) und schließlich einen Fotoroman (zu dem statische Bilder, eine grandios-lächerliche Schminktechnik und Comic-Dialoge gehören). Um das ganze zusammenzuhalten, hat Tessari zu jener Werbefilmästhetik gegriffen, die heute auch schon niemand mehr sehen will. Nicht einmal mehr in der Werbung.(…) Luggi Waldleitner hat einen Film gemacht, der einmal mehr die Universalität des Provinziellen beweist.“

„Perfekte Kolportage um Liebe, Leid und Glück, rührselig aufbereitet und ambitionslos inszeniert.“

Die Deutsche Film- und Medienbewertung FBW in Wiesbaden verlieh dem Film das Prädikat wertvoll.